# Abigail Johnston
Abigail "Abby" Louise Johnston (Upper Arlington, 16 de novembro de 1989) é uma saltadora estadunidense, medalhista olímpica.

## Carreira

### Londres 2012
Abigail Johnston representou seu país nos Jogos Olímpicos de Verão de 2012, na qual conquistou uma medalha de prata, no trampolim sincronizado com Kelci Bryant.

### Rio 2016
Abigail Johnston fez final no trampolim individual porém ficou apenas em 12º lugar.